# Villarramiel

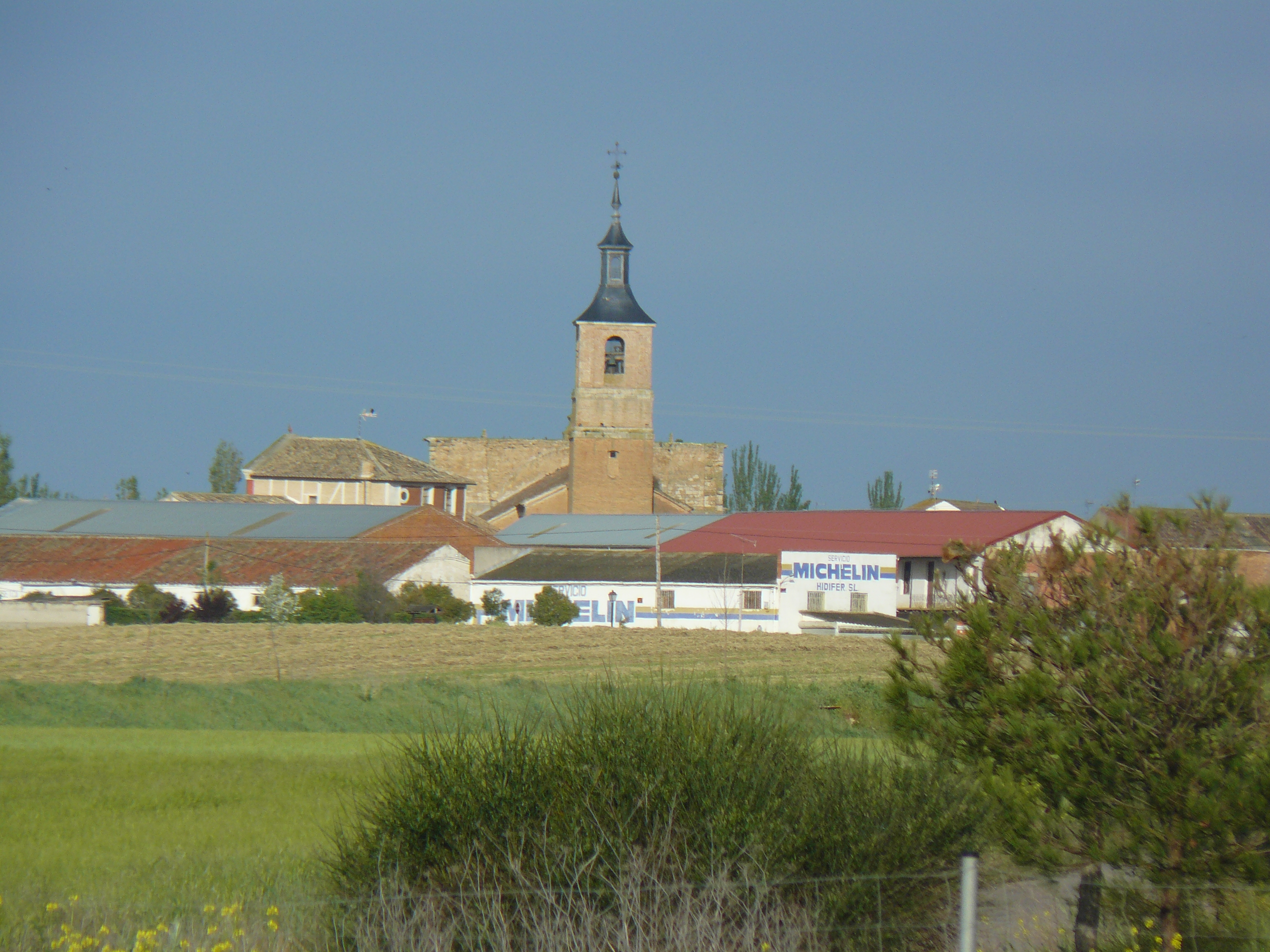

Villarramiel is een gemeente in de Spaanse provincie Palencia in de regio Castilië en León met een oppervlakte van 30,26 km². Villarramiel telt 840 inwoners (1 januari 2016).